# Gran Premio de Bélgica de Motociclismo de 1957
El Gran Premio de Bélgica de Motociclismo de 1957 fue la cuarta prueba de la temporada 1957 del Campeonato Mundial de Motociclismo. El Gran Premio se disputó el 7 de julio de 1957 en el Circuito de Spa.

## Resultados 500cc
La categoría reina tuvo un final controvertido. Libero Liberati cruzó la línea de meta primero pero Brett y su equipo presentaron una denuncia en su contra al entender que Liberati había reemplazado la motocicleta por la de su compañero de equipo Bob Brown antes de la salida. Una decisión que fue aceptada y se dio la victoria a Brett. Gilera llevó la descalificación a la Federación Internacional de Motociclismo que no se pronunció hasta enero de 1958 volviendo a dar la victoria al italiano.
| Pos.    | Piloto             | Moto       | Tiempo     | Puntos |
| ------- | ------------------ | ---------- | ---------- | ------ |
| 1       | Libero Liberati    | Gilera     | 1h 08:36.6 | 8      |
| 2       | Jack Brett         | Norton     | + 52.2     | 6      |
| 3       | Keith Bryen        | Norton     | + 3:30.8   | 4      |
| 4       | Derek Minter       | Norton     | + 1 Vuelta | 3      |
| 5       | Michael O'Rourke   | Norton     | + 1 Vuelta | 2      |
| 6       | Hans-Günther Jäger | BMW        | + 1 Vuelta | 1      |
| Ret     | Gerold Klinger     | BMW        | Ret        |        |
| Ret     | Keith Campbell     | Moto Guzzi | Ret        |        |
| Ret     | John Surtees       | MV Agusta  | Ret        |        |
| Ret     | Giuseppe Colnago   | Moto Guzzi | Ret        |        |
| Ret     | Alfredo Milani     | Gilera     | Ret        |        |
| Ret     | John Clark         | Norton     | Ret        |        |
| Ret     | Noel McCutcheon    | Norton     | Ret        |        |
| Ret     | Jules Nies         | Norton     | Ret        |        |
| Ret     | Raymond Bogaerdt   | Norton     | Ret        |        |
| Ret     | George Catlin      | Norton     | Ret        |        |
| Ret     | Pierre Nicholas    | Norton     | Ret        |        |
| Ret     | John Hempleman     | Norton     | Ret        |        |
| Ret     | Walter Zeller      | BMW        | Ret        |        |
| Ret     | John Anderson      | Norton     | Ret        |        |
| Ret     | John Hartle        | Norton     | Ret        |        |
| Fuente: |                    |            |            |        |

## Resultados 350cc
En la carrera de 350cc, Keith Campbell hizo la vuelta rápida, mientras que Libero Liberati ganó la carrera. En la carrera de 350cc pasó exactamente lo contrario. Campbell ganó y Liberati hiz la vuelta más rápida. Como resultado, Campbell mantuvo el liderazgo en la general del Mundial. Keith Bryen se benefició del cambio de Norton a Moto Guzzi para terminar tercero en la carrera. John Surtees se retiró con la MV Agusta 350 4C. Su compañero de equipo Umberto Masetti no partió abatido por el accidente mortal de Roberto Colombo.
| Pos. | Piloto            | Moto       | Tiempo  | Puntos |
| ---- | ----------------- | ---------- | ------- | ------ |
| 1    | Keith Campbell    | Moto Guzzi | 50:34.5 | 8      |
| 2    | Libero Liberati   | Gilera     |         | 6      |
| 3    | Keith Bryen       | Moto Guzzi |         | 4      |
| 4    | Alano Montanari   | Moto Guzzi |         | 3      |
| 5    | Bob Brown         | Gilera     |         | 2      |
| 6    | Giuseppe Colnago  | Moto Guzzi |         | 1      |
| 7    | John Anderson     | AJS        |         |        |
| 8    | Jack Brett        | Norton     |         |        |
| 9    | Noel McCutcheon   | Norton     |         |        |
| 10   | Alfredo Milani    | Gilera     |         |        |
| 11   | Arthur Wheeler    | Moto Guzzi |         |        |
| 12   | John Clark        | Moto Guzzi |         |        |
| 13   | Jules Nies        | Norton     |         |        |
| 14   | John Hempleman    | Norton     |         |        |
| 15   | Raymond Bogaerdt  | Norton     |         |        |
| 16   | Derek Minter      | Norton     |         |        |
| Ret  | John Surtees      | MV Agusta  | Ret     |        |
| Ret  | John Hartle       | Norton     | Ret     |        |
| Ret  | František Šťastný | Jawa       | Ret     |        |

## Resultados 250cc
Los entrenamientos de 250cc fueron testigos de la trágica muerte de Roberto Colombo. El italiano se estrelló en los entrenamientos y murió camino del hospital. Su moto experimental MV Agusta 250 Bicilindrica fue pilotada por el joven John Hartle, que fue el sorprendente ganador. Tarquinio Provini hizo la vuelta rápida pero se retiró en la última vuelta. Sammy Miller quedó en segundo lugar y su compañero de equipo Mondial Cecil Sandford tercero, lo que valió a este último para mantenerse en cabeza del Mundial.
| Pos. | Piloto              | Moto       | Tiempo     | Puntos |
| ---- | ------------------- | ---------- | ---------- | ------ |
| 1    | John Hartle         | MV Agusta  | 44"23'5    | 8      |
| 2    | Sammy Miller        | Mondial    | + 7"100    | 6      |
| 3    | Cecil Sandford      | Mondial    | + 24"300   | 4      |
| 4    | Arthur Wheeler      | Moto Guzzi | + 2'03"90  | 3      |
| 5    | František Bartoš    | ČZ         | + 2'07"80  | 2      |
| 6    | Günter Beer         | Adler      | + 2'52"70  | 1      |
| 7    | Hubert Luttenberger | Adler RSS  |            |        |
| 8    | Siegfried Lohmann   | Adler      |            |        |
| 9    | Adolf Heck          | Adler      |            |        |
| 10   | Bill Maddrick       | Moto Guzzi | + 1 Vuelta |        |
| 11   | Jiri Kostir         | CZ         | + 1 Vuelta |        |
| Ret  | Tarquinio Provini   | Mondial    | Ret        |        |

## Resultados 125cc
Tarquinio Provini ganó su tercer Gran Premio de 125cc consecutivo y, aunque aún no de forma oficial, ya era campeón del mundo. Luigi Taveri, que terminó segundo y también ocupaba la segunda posición en la clasificación del Mundial, ya no podía superarlo, pero Carlo Ubbiali teóricamente aún podría igualarlo. Ubbiali no pudo tomar la salida ya que se lesionó después de la celebración del Gran Premio de los Países Bajos.
| Pos. | Piloto            | Moto       | Tiempo  | Puntos |
| ---- | ----------------- | ---------- | ------- | ------ |
| 1    | Tarquinio Provini | Mondial    | 41"08'2 | 8      |
| 2    | Luigi Taveri      | MV Agusta  |         | 6      |
| 3    | Cecil Sandford    | Mondial    |         | 4      |
| 4    | František Bartoš  | ČZ         |         | 3      |
| 5    | Bill Webster      | MV Agusta  |         | 2      |
| 6    | Bill Maddrick     | MV Agusta  |         | 1      |
| 7    | Neil Tinker       | MV Agusta  |         |        |
| Ret  | Sammy Miller      | FB Mondial | Ret     |        |
| DNS  | Carlo Ubbiali     | MV Agusta  | DNS     |        |